# 比格克里克鎮區 (阿肯色州懷特縣)
比格克里克鎮區（英語：Big Creek Township）是位於美國阿肯色州懷特縣的一個行政鎮區。

## 地方資料
比格克里克鎮區的面積為48.15平方千米，當中陸地面積為48.15平方千米，而水域面積為0.00平方千米。根據2010年美國人口普查的數據，當地共有人口466人，而人口密度為每平方千米9.68人。